# Előtelek
Előtelek Fábiánháza része, nagyobb tanyai település a község határának keleti részében, a Győrtelek-Nagyecsed-Fábiánháza közti 4922-es út mentén. Két különálló részből jött létre.
Az 1900-as évek első évtizedeiben Piret bárónak volt itt a gazdasági tanyája, majorja. Ez Előtelek-tanya, Előtelek néven hivatalosan Nagyecsedhez tartozott, és a báró cselédei lakták.
Közelében - de már Fábiánháza területén - kaptak telkeket az első világháborúból hazatért katonák. (Erre utal a néha még ma is hallható Újtelek elnevezés; egy évszám nélküli térképen ez szerepel hivatalos névként).
Az új településrész fokozatosan kiépült, a másik pedig elvesztette önállóságát, beolvadt az előbbibe, illetve elsorvadt.
Előtelek ma több utcából áll. Villanya, boltja is van, s a környező községekkel autóbuszjárat köti össze.
Általános iskolája is volt, ahol az utolsó tanítási év 1978-ban indult.
Előtelek-tanya a volt általános iskola helyén és környékén feküdt.